# 정읍시장
정읍시장은 전북특별자치도 정읍시의 시장이다.

## 역대 정읍군수
| 대수   | 이름   | 임기 | 비고              |
| ------ | ------ | ---- | ----------------- |
| 제1대  | 신석빈 |      | 전라북도 정읍군수 |
| 제2대  | 정헌진 |      | 전라북도 정읍군수 |
| 제3대  | 박완수 |      | 전라북도 정읍군수 |
| 제4대  | 허정   |      | 전라북도 정읍군수 |
| 제5대  | 손성환 |      | 전라북도 정읍군수 |
| 제6대  | 유택열 |      | 전라북도 정읍군수 |
| 제7대  | 김외준 |      | 전라북도 정읍군수 |
| 제8대  | 유환조 |      | 전라북도 정읍군수 |
| 제9대  | 이진용 |      | 전라북도 정읍군수 |
| 제10대 | 홍석모 |      | 전라북도 정읍군수 |
| 제11대 | 양창현 |      | 전라북도 정읍군수 |
| 제12대 | 김두운 |      | 전라북도 정읍군수 |
| 제13대 | 황호면 |      | 전라북도 정읍군수 |
| 제14대 | 이화영 |      | 전라북도 정읍군수 |
| 제15대 | 김윤철 |      | 전라북도 정읍군수 |
| 제16대 | 유범수 |      | 전라북도 정읍군수 |
| 제17대 | 신홍근 |      | 전라북도 정읍군수 |
| 제18대 | 신상우 |      | 전라북도 정읍군수 |
| 제19대 | 유남기 |      | 전라북도 정읍군수 |
| 제20대 | 박동필 |      | 전라북도 정읍군수 |
| 제21대 | 조영호 |      | 전라북도 정읍군수 |
| 제22대 | 최광열 |      | 전라북도 정읍군수 |
| 제23대 | 김삼주 |      | 전라북도 정읍군수 |
| 제24대 | 백남수 |      | 전라북도 정읍군수 |
| 제25대 | 채의석 |      | 전라북도 정읍군수 |
| 제26대 | 김동철 |      | 전라북도 정읍군수 |
| 제27대 | 김년철 |      | 전라북도 정읍군수 |
| 제28대 | 심성택 |      | 전라북도 정읍군수 |
| 제29대 | 유완순 |      | 전라북도 정읍군수 |
| 제30대 | 윤태경 |      | 전라북도 정읍군수 |
| 제31대 | 송하철 |      | 전라북도 정읍군수 |
| 제32대 | 이진영 |      | 전라북도 정읍군수 |
| 제33대 | 김철규 |      | 전라북도 정읍군수 |
| 제34대 | 송병욱 |      | 전라북도 정읍군수 |
| 제35대 | 허동일 |      | 전라북도 정읍군수 |
| 제36대 | 김성연 |      | 전라북도 정읍군수 |
| 제37대 | 노장택 |      | 전라북도 정읍군수 |
| 제38대 | 임성택 |      | 전라북도 정읍군수 |

## 역대 정주시장
| 대수   | 이름   | 임기 | 비고              |
| ------ | ------ | ---- | ----------------- |
| 제1대  | 최봉규 |      | 전라북도 정주시장 |
| 제2대  | 유수택 |      | 전라북도 정주시장 |
| 제3대  | 육종진 |      | 전라북도 정주시장 |
| 제4대  | 전종환 |      | 전라북도 정주시장 |
| 제5대  | 김인식 |      | 전라북도 정주시장 |
| 제6대  | 이봉섭 |      | 전라북도 정주시장 |
| 제7대  | 장윤상 |      | 전라북도 정주시장 |
| 제8대  | 이병준 |      | 전라북도 정주시장 |
| 제9대  | 조명근 |      | 전라북도 정주시장 |
| 제10대 | 김용신 |      | 전라북도 정주시장 |
| 제11대 | 이정규 |      | 전라북도 정주시장 |
| 제12대 | 채규정 |      | 전라북도 정주시장 |

## 역대 정읍시장
| 대수   | 이름   | 임기                  | 비고1                                                 | 비고2             |
| ------ | ------ | --------------------- | ----------------------------------------------------- | ----------------- |
| 제1대  | 채규정 |                       | 정읍군 · 정주시 통합                                  | 전라북도 정읍시장 |
| 제2대  | 국승록 | 1995.7.1 ~ 2002.6.30  | 민선 1기                                              | 전라북도 정읍시장 |
| 제3대  | 국승록 | 1995.7.1 ~ 2002.6.30  | 민선 2기 재선                                         | 전라북도 정읍시장 |
| 제4대  | 유성엽 | 2002.7.1 ~ 2006.2.8   | 민선 3기                                              | 전라북도 정읍시장 |
| (대행) | 최종욱 | 1995.7.1 ~ 2002.6.30  | 민선 3기                                              | 전라북도 정읍시장 |
| 제5대  | 강광   | 2006.7.1 ~ 2010.6.30  | 민선 4기                                              | 전라북도 정읍시장 |
| 제6대  | 김생기 | 2010.7.1~2017.12.22   | 민선 5기                                              | 전라북도 정읍시장 |
| 제7대  | 김생기 | 2010.7.1~2017.12.22   | 민선 6기 대법원 유죄 확정 판결로 재임 중 시장 직 상실 | 전라북도 정읍시장 |
| (대행) | 김용만 | 2017.12.23~2018.6.30  |                                                       | 전라북도 정읍시장 |
| 제8대  | 유진섭 | 2018. 7.1 ~ 2022.6.30 | 민선 7기                                              | 전라북도 정읍시장 |
| 제9대  | 이학수 | 2022. 7.1 ~           | 민선 8기                                              | 전라북도 정읍시장 |

## 같이 보기
- 정읍시장 선거